# Clausura de Kleene
En lógica matemática y en ciencias de la computación, la clausura de Kleene (también llamada estrella de Kleene o cierre estrella) es una operación unaria que se aplica sobre un conjunto de cadenas de caracteres o un conjunto de símbolos o caracteres (alfabeto), y representa el conjunto de las cadenas que se pueden formar tomando cualquier número de cadenas del conjunto inicial, posiblemente con repeticiones, y concatenándolas entre sí.
La aplicación de la clausura de Kleene a un conjunto V se denota como V*. Es muy usada en expresiones regulares y fue introducida en este contexto por Stephen Kleene (1909-1994) para caracterizar un cierto autómata.

## Definición y notación
Dado
{\displaystyle V_{0}=\{\lambda \}\,}
se define recursivamente
{\displaystyle V_{i+1}=\{wv:w\in V_{i}{\mbox{ and }}v\in V\}\,} donde {\displaystyle i\geq 0\,.}
Si {\displaystyle V} es un lenguaje formal, entonces la {\displaystyle i}-ésima potencia de {\displaystyle V} es la abreviatura de la concatenación de {\displaystyle V} consigo mismo {\displaystyle i} veces. Esto es, {\displaystyle V_{i}} puede entenderse como el conjunto de todas las cadenas de longitud {\displaystyle i}, formado a partir de los símbolos en {\displaystyle V}. 
La definición de Kleene estrella en {\displaystyle V} es
{\displaystyle V^{*}=\bigcup _{i\in \mathbb {N} }V_{i}=\left\{\lambda \right\}\cup V_{1}\cup V_{2}\cup V_{3}\cup \ldots .}
Es decir, es la recopilación de todas los posibles cadenas de longitud finita generados a partir de los símbolos en {\displaystyle V}.
En algunos estudios de Lenguaje formal, usan Kleene plus que es una variación de la operación Kleene estrella. Kleene plus omite el término {\displaystyle V_{0}} en la unión. En otras palabras, Kleene plus en {\displaystyle V} es
{\displaystyle V^{+}=\bigcup _{i\in \mathbb {N} ^{\star }}V_{i}=V_{1}\cup V_{2}\cup V_{3}\cup \ldots .}

## Ejemplos
Ejemplo de clausura de Kleene aplicada a un carácter:
{\displaystyle \{a\}^{*}=\{\lambda ,a,aa,aaa,aaaa,aaaaa,aaaaaa,\dots \}}
Ejemplo de clausura de Kleene aplicada a un conjunto de cadenas:
{\displaystyle \{ab,c\}^{*}=\{\lambda ,ab,c,abab,abc,cab,cc,ababab,ababc,abcab,abcc,cabab,cabc,ccab,ccc,\dots \}}
Ejemplo de clausura de Kleene aplicada a un conjunto de caracteres:
{\displaystyle \{a,b,c\}^{*}=\{\lambda ,a,b,c,aa,ab,ac,ba,bb,bc,\dots \}}